# Elisabeth Amandi

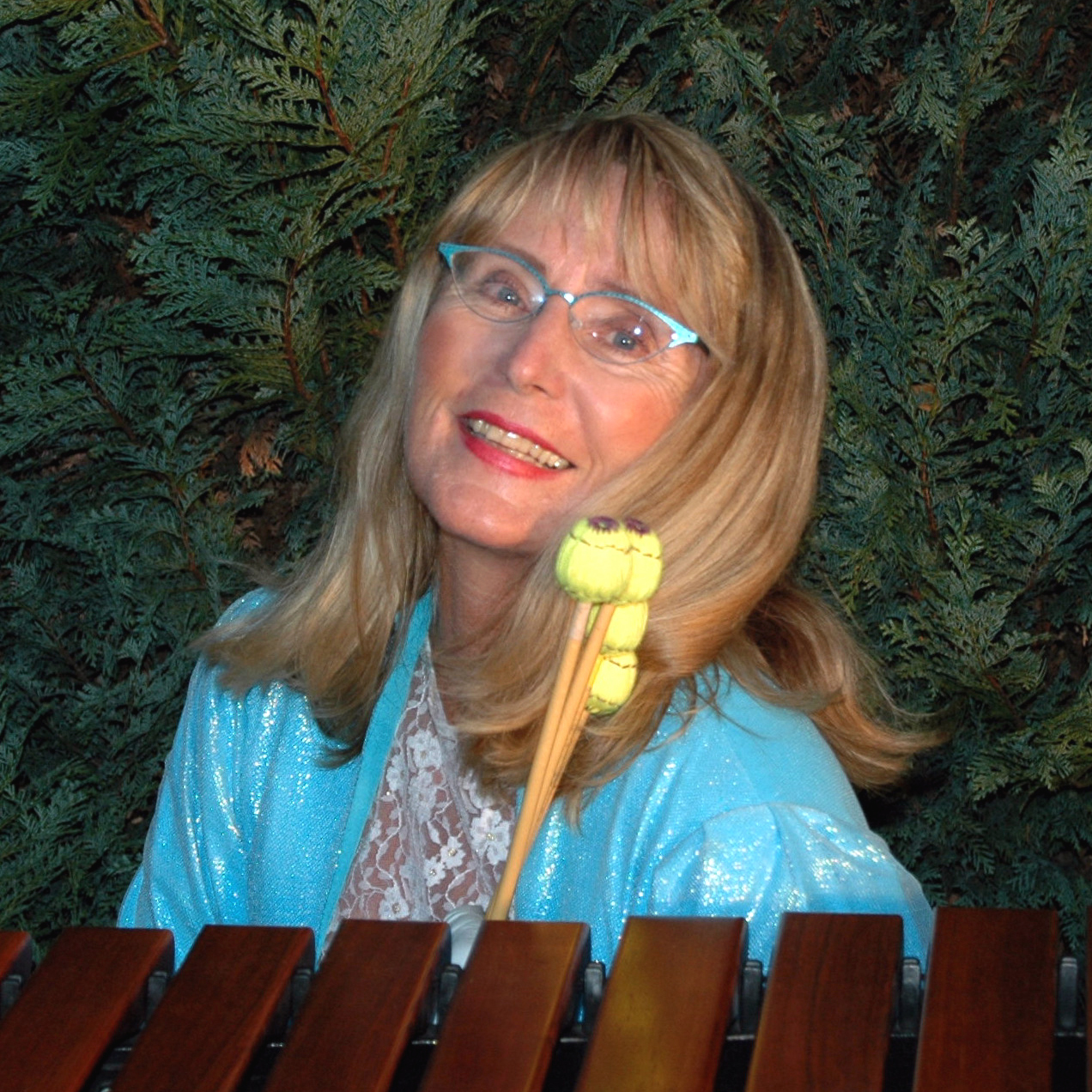
Elisabeth Amandi, 2005

Elisabeth Amandi, geborene Völkel (* 21. Oktober 1950 in Bamberg), ist eine deutsche Marimbaspielerin, Schlagzeugerin, Komponistin, Autorin, Dozentin und Pädagogin. Als eine der ersten Musikerinnen schloss sie 1976 ein Schlagzeugstudium ab (Musikhochschule Würzburg).

## Biografie
Elisabeth Amandi erhielt als Kind in Würzburg Klavier- und Ballett-Unterricht. Das Gymnasium verließ Elisabeth Amandi 1967 nach 6 Jahren mit dem Abschluss der mittleren Reife und studierte dann am Bayerischen Staatskonservatorium (jetzt Musikhochschule) in Würzburg. Dieses Studium schloss sie 1970 als Fachlehrerin für Musik an Volks- und Realschulen mit dem Hauptfach Klavier und den Nebenfächern Gambe und Flöte ab. Anschließend studierte sie bei Manfred Dietz Klavier mit Abschluss zur Klavierpädagogin 1973. In dieser Zeit entdeckte sie ihr Talent für Schlaginstrumente und studierte von 1973 bis 1976 an der Musikhochschule Würzburg Pauke/Schlagzeug, mit Schwerpunkt Marimba bei Siegfried Fink. Durch dieses Studium erlangte sie den akademischen Grad „Diplom-Musikerin“. Sie war Mitglied des Würzburger Percussion Ensemble, konzertierte damit bundesweit und im Ausland und spielte Tonaufnahmen für den Bayerischen Rundfunk ein. Es folgte ein Aufbaustudium am Richard-Strauss-Konservatorium München bei Hermann Gschwendtner.
In München lernte sie Manfred Amandi kennen, den sie 1979 heiratete. Zunehmend war sie als Pädagogin für Klavier, Marimba, Schlagzeug und Percussion-Ensemble in Musikschulen und Musikakademien (u. a. in Trossingen) und als Dozentin tätig. Bei dieser Arbeit entwickelte sie ihre Begabung als Komponistin und Fachautorin für Percussion-Lehrbücher. 1981 wurde sie als Marimbaspielerin durch den Auftritt in der ZDF-Sendung Wetten, dass..? mit Frank Elstner bekannt, wo sie wettete, den Hummelflug schneller zu spielen als der Geiger Ivry Gitlis auf seiner Violine. Sie gewann die Wette mit 47 Sekunden und wurde Wettkönigin des Abends.
1985 veröffentlichte sie als erste deutschsprachige Marimbaspielerin ein Musikalbum, Marimbaszenen bei Itonmusik Krailling. Zum Spiel einzelner Musiktitel aus diesem Album wurde Elisabeth Amandi mit ihrer Duopartnerin von den Fernsehsendern des SWR (Gute Laune mit Musik), des NDR (Talkshow) und des WDR (Mittags in Düsseldorf) eingeladen. Das ZDF produzierte 1988 mit ihrem damaligen Marimba/Vibraphon Duo für seinen Musikkanal ein Porträt des damaligen Amandi Duos. Der Bayerische Rundfunk engagierte sie in den 80er Jahren mehrmals für Rundfunksendungen wie Zu Gast in Würzburg.
Ihre Musikensembles sind heute das Trio Amandi MarimbaBanda (Marimba, Piano, Schlagzeug) und das Duo Amandi KlangPerlenSpiel (Marimba, Harfe).
2003 gründete sie mit ihrem Mann Manfred Amandi die gemeinnützige Amandi-Stiftung „Musik hilft Kindern“ in München. Die Stiftung fördert in besonderem Maße die musikalische Bildung für Kinder in Form von Musikunterricht am Schlagzeug, Marimba und in Trommelgruppen und mit einem jährlichen Schülerkonzert zur Stärkung des Selbstvertrauens.
Elisabeth Amandi trat im Juni 2013 in München-Pasing mit dem „Trommelsternenmarsch“ an die Öffentlichkeit, den sie mit ihrem Mann realisierte, indem sie über ein Schuljahr hinweg an sechs öffentlichen Schulen (vier Grundschulen, einer Realschule und einer Mittelschule) 125 Kinder an Trommeln unterrichtete, um dann zur 1250-Jahr-Feier von Pasing die 125 Kinder am Kirchplatz vor Maria Schutz rhythmisch trommelnd aufmarschieren zu lassen unter großer Anteilnahme der Pasinger Bevölkerung.
Das war für den Bayerischen Rundfunk der Anlass, über Elisabeth Amandi einen Dokumentarfilm in der Reihe Lebenslinien mit dem Titel "Liz, ein fränkischer Wirbelwind" zu erstellen, der mehrmals ausgestrahlt wurde. Dieser Film wurde mit englischsprachiger Synchronisation im Februar 2014 auch weltweit über die Deutsche Welle (DW) gezeigt.
Ein Höhepunkt ihrer bisherigen musikalischen Aktivitäten war die Uraufführung ihrer 31-minütigen Komposition Ritmo Vito - Suite für Marimba, Streichorchester, Piano und Percussion am 29. Juli 2018 in Würzburg mit ihr selbst als Marimbasolistin und dem Philharmonischen Orchester Würzburg unter dem Dirigat von GMD Enrico Calesso.
2020 vollendet die Musikpädagogin Elisabeth Amandi ihr umfangreiches Lehrwerk "Garantiert MARIMBA lernen" im Auftrag der Alfred Musik Publishing GmbH Köln, das am 15. Dezember 2020 veröffentlicht wird.
2021 präsentiert Elisabeth Amandi ihr viertes Musikalbum "RITMO VITO - Suite für Marimba, Piano und Percussion", eingespielt von der Amandi MarimbaBanda mit Elisabeth Amandi an der Marimba, Anna Franziska Reif am Piano und Wolfgang Klausner an der Percussion.

2018 veröffentlichte Yngra Wieland im Franzius Verlag, Bremen, den „biografischen Roman“ Kreativität macht glücklich über Elisabeth Amandi.

## Veröffentlichungen
- 2021:  Ritmo Vito - Suite für Marimba, Piano und Percussion (Audio-CD, Label ACCOR der Accordata GmbH, München)
- 2020:  Garantiert Marimba lernen (Lehrbuch, Alfred Music Publishing, Köln)
- 2016:  Ritmo Vito – Suite für Marimba, Streichorchester, Piano und Percussion (13-stimmiges Marimbakonzert Furore Verlag, Kassel)
- 2009: Klasse Percussion (Lehrbuch + CD; Edition Peters)
- 2008: MarimbaEnergia (Audio-CD + DVD. Label ACCOR der Accordata GmbH, München)
- 2007: BongoRitmo (Lehrbuch; Zimmermann Musikverlag)
- 2001: Mambo, Cha-Cha & Tschaikowsky (Audio-CD, Label ACCOR der Accordata GmbH, München)
- 1997: Chopin meets Streisand (Audio-CD, Label ACCOR der Accordata GmbH, München)
- 1997: Trommeli Tom-Tom + Trim-Tram-Trom-Trum (Kompositionen; Zimmermann Musikverlag)
- 1995: Tremollino Malletino + A la Pentatonie (Kompositionen; Zimmermann Musikverlag)
- 1995: Samba Batu + Samba Cada (Kompositionen; Zimmermann Musikverlag)
- 1994: Ritmo Bagatello + Quattro stazione (Kompositionen; Zimmermann Musikverlag)
- 1993: Membrano a Tré + Rotazio (Kompositionen; Zimmermann Musikverlag)
- 1992: Augmentation + Floating (Kompositionen; Zimmermann Musikverlag)
- 1992: Stabspiel-Pyramide 1 & 2 (Kompositionen; Eres-Edition)
- 1991: Ragtime Alive (Spielheft; Verlag Heinrichshofen)
- 1989: Im Rhythmus des Ragtime I,II,III (Spielheft; Zimmermann Musikverlag)
- 1987: Im Rhythmus des Barocks (Spielheft; Zimmermann Musikverlag)
- 1985: Marimbaszenen mit dem Ariadne Duo (CD-Album; Itonmusik)
- 1983: Im Rhythmus der Congas (Lehrbuch; Francis, Day & Hunter)
- 1981: Im Rhythmus der Bongos (Lehrbuch; Francis, Day & Hunter)